# Christine Delmotte-Weber
Christine Delmotte-Weber, née Delmotte le 4 mai 1963, est une autrice, metteuse en scène et réalisatrice belge. Elle est diplômée de l’INSAS en mise en scène théâtre et réalisation télévision et radio en 1985, puis en méthodologie et en psychopédagogie au Conservatoire royal de Bruxelles en 1989.
Elle dirige la compagnie Biloxi 48 depuis sa création en 1987 et était artiste en résidence du Théâtre des Martyrs à Bruxelles jusque 2022.
Christine Delmotte-Weber a été chargée de cours à l’INSAS, à Parallax, et aux Conservatoires royaux de Liège et de Bruxelles.
Depuis 2017, elle est professeure d'art dramatique au Conservatoire royal de Bruxelles.

## Théâtre: mises en scène, adaptations, écritures
(Les dates et lieux indiqués sont ceux de création, même si certains spectacles ont pu tourner plusieurs années dans plusieurs lieux.)
- 1985 : Transit à Dresde de Christine Delmotte, au théâtre de la Place, Liège[5]
- 1987 : Les Adieux de la sirène Ondine d’Ingeborg Bachmann, théâtre Poème, Bruxelles
- 1989 : Toll d’Isabelle Bya, adapté par Christine Delmotte, Espace Senghor, Bruxelles[6]
- 1990 : Aventure de Catherine Crachat de Pierre Jean Jouve, adapté par Isabelle Bya et Christine Delmotte, Het Boot, Bruxelles[7]
- 1993 : Kiki l'Indien de Joël Jouanneau, théâtre de la Place, Liège[8]
- 1994 : Nathan le sage de Gotthold Ephraim Lessing, adapté par Christine Delmotte, Le Botanique, Bruxelles[9]
- 1996 : Kou l'ahuri de Jacques Duboin, adapté par Christine Delmotte, Le Botanique, Bruxelles[10]
- 1997 : Yes, peut-être de Marguerite Duras, théâtre Le Public, Bruxelles[11]
- 1998 : Le logographe de Amélie Nothomb et Christine Delmotte, Le Botanique[12]
- 1998 : Zoo Story d’Edward Albee, théâtre Le Public[13]
- 1998 : Soie d’Alessandro Baricco, adapté par Christine Delmotte pour les Rencontres d’Octobre, Liège et Bruxelles[14]
- 1998 : Ahmed le subtil d’Alain Badiou, théâtre de la Place, Liège[15]
- 1999 : Aurore boréale de Paul Pourveur, Le Botanique[16]
- 1999 : Les Tricheuses de Layla Nabulsi, Laurence Vielle, Marie-Paule Kumps et Pascale Tison, théâtre de la Balsamine, Bruxelles[17]
- 2000 : Rouge, noir et ignorant d’Edward Bond, théâtre Le Public, Bruxelles[18]
- 2000 : L'Auberge espagnole d’Alain Berenboom, Palais de justice de Bruxelles[19]
- 2000 : Quelqu’un va venir de Jon Fosse, Rideau de Bruxelles[20]
- 2000 : Les Ombres de minuit de Patrick Lerch, Théâtre des Martyrs, Bruxelles[21]
- 2001 : Antigone d’Henry Bauchau, adapté par Christine Delmotte et Michel Bernard, Théâtre des Martyrs, Bruxelles[22]
- 2001 : Bureau national des allogènes de Stanislas Cotton, Festival de Liège[23]
- 2002 : Le Sourire de Sagamore de Stanislas Cotton, Théâtre des Martyrs, Bruxelles[24]
- 2003 : La Paix d’Aristophane, adapté par Christine Delmotte, Théâtre des Martyrs, Bruxelles[25]
- 2003 : Décontamination de Paul Pourveur, Théâtre des Martyrs, Bruxelles[26]
- 2004 : La Damnation de Freud d’Isabelle Stengers, Tobie Nathan et Lucien Hounkpatin, Théâtre des Martyrs, Bruxelles[27]
- 2005 : Ahmed philosophe d’Alain Badiou, Théâtre des Martyrs, Bruxelles[28]
- 2006 : Le Silence des mères de Pietro Pizzuti, Théâtre des Martyrs, Bruxelles[29]
- 2007 : Les Fourberies de Scapin de Molière, Théâtre des Martyrs, Bruxelles[30]
- 2008 : L'Eau du loup de Pietro Pizzuti, Théâtre des Martyrs, Bruxelles[31]
- 2008 : Sur les traces de Siddharta de Thich Nhat Hanh, adapté par Christine Delmotte et Paul Emond, Théâtre des Martyrs, Bruxelles[32]
- 2009 : Biographie de la faim d’Amélie Nothomb, adapté par Christine Delmotte, Théâtre des Martyrs, Bruxelles[33]
- 2010 : Nathan le sage de Gotthold Ephraim Lessing, adapté par Gaston Compère, Théâtre des Martyrs, Bruxelles[34]
- 2010 : Kif Kif de Pietro Pizzuti, Théâtre des Martyrs, Bruxelles[35]
- 2011 : Cinq filles couleur pêche dʼAlan Ball, Théâtre des Martyrs, Bruxelles[36]
- 2011 : Milarepa dʼÉric-Emmanuel Schmitt, Théâtre des Martyrs, Bruxelles[37]
- 2012 : Je me tiens devant toi nue de Joyce Carol Oates, Théâtre des Martyrs, Bruxelles[38]
- 2012 : La Comédie des illusions de Christine Delmotte, Théâtre des Martyrs, Bruxelles[39]
- 2012 : Le Sabotage amoureux dʼAmélie Nothomb, adapté par Christine Delmotte, Théâtre des Martyrs, Bruxelles[40]
- 2013 : Tout ce que je serai d'Alan Ball, au Théâtre des Martyrs, Bruxelles[41]
- 2013 : Je mens, tu mens ! de Susann Heenen-Wolff (de), Théâtre des Martyrs, Bruxelles[42]
- 2014 : Le roi se meurt d'Eugène Ionesco, Théâtre des Martyrs, Bruxelles[43]
- 2015 : L'Œuvre au noir de Marguerite Yourcenar, adapté par Christine Delmotte, Théâtre des Martyrs, Bruxelles[44]
- 2015 : Monsieur Optimiste d’Alain Berenboom, adapté par Christine Delmotte-Weber, Théâtre des Martyrs, Bruxelles[45]
- 2016 : Rhinocéros d'Eugène Ionesco, Théâtre des Martyrs, Bruxelles[46]
- 2017 : Soufi, mon amour d’Elif Shafak, adapté par Christine Delmotte-Weber, Théâtre des Martyrs, Bruxelles[47]
- 2016 : Nous sommes les petites filles des sorcières que vous n’avez pas pu brûler ! de Christine Delmotte-Weber, au Théâtre des Martyrs, Bruxelles[48]
- 2018 : Qui a tué Amy Winehouse ? de Pietro Pizzuti, Atelier Théâtre Jean Vilar et Théâtre des Martyrs, Bruxelles, 2018. Tournée en Belgique, 2019[49]
- 2019 : Ce qui arriva quand Nora quitta son mari, d’Elfriede Jelinek, Théâtre des Martyrs, Bruxelles[50]
- 2019 : Mère Courage et ses enfants, de Bertolt Brecht, Atelier Théâtre Jean Vilar, Louvain-la-Neuve[51]
- 2022 : Siddhartha, de Hermann Hesse, Théâtre des Martyrs, Bruxelles[52]
- 2022 : Ceci n'est pas un rêve, de Christine Delmotte-Weber, Théâtre des Martyrs, Bruxelles[53]
- 2023 : La Cabane d'Alexandra Kollontaï, de Christine Delmotte-Weber, Théâtre des Martyrs, Bruxelles[54]
- 2025 : Je voudrais mourir par curiosité, de Christine-Delmotte-Weber, Comédie Claude Volter, Bruxelles[55]

## Cinéma

### Scénariste
- 1995 : Le Meilleur des mondes possibles : 3 contes sociaux.
- 2000 : Le Cycle. Court-métrage.
- 2003 : Calamity Lou. Long-métrage.
- 2004-2006 : Le Sabotage amoureux (adaptation du roman d’Amélie Nothomb).
- 2010 : Illusions. Court-métrage

### Réalisation
- 1990 : Godefroid Kamatari, un burundais. Documentaire au Burundi.
- 1995 : À propos de Nathan le sage. Documentaire.
- 1997 : Kou l’ahuri. Documentaire.
- 2000 : Le Cycle. Court métrage.
- 2004 : Moyen-métrage diffusé dans le spectacle « La Damnation de Freud » au Théâtre des Martyrs, Bruxelles.
- 2010 : Illusions. Court-métrage

## Documentaires-Radio
Dans le cadre du premier programme RTBF (de 1987 à 1994) : 
- Berlin-portraits, 15 épisodes.
- Les Indiens des États-Unis, 23 épisodes.
- Vers les plus hauts sommets du monde, 15 épisodes.
- Marguerite Yourcenar, 25 épisodes.
- Françoise Dolto, 20 épisodes.
- Le Tibet, 20 épisodes.
- Jean-Baptiste Poquelin, dit Molière, 20 épisodes.
- Les grandes histoires de l'égyptologie, 20 épisodes.
- Les contes de Voltaire, 20 épisodes.
- La guerre d'Indochine.
- La création de l’État d'Israël.

## Publications
- Nous sommes les petites filles des sorcières que vous n’avez pas pu brûler !, Édition les Oiseaux de nuit, 2020[56].
- Ceci n’est pas un rêve, Édition les Oiseaux de nuit, 2020[57].
- La Comédie des Illusions, Édition les Oiseaux de nuit, 2021[58].
- La cabane d’Alexandra Kollontaï, Édition les Oiseaux de nuit, 2023[59].
- Je voudrais mourir par curiosité, Édition les Oiseaux de nuit, 2025[60].

## Prix et distinctions
- Prix de la Commission communautaire française pour Aventure de Catherine Crachat en 1990.
- Premier prix du festival Théâtre en compagnie pour Nathan le Sage en 1994.
- Prix du meilleur premier film au Festival International du Film Indépendant de Bruxelles pour Le Cycle en 2000.